# Bahnstrecke Fintona Junction–Fintona
| Fintona Junction–Fintona                                        | Fintona Junction–Fintona |
| --------------------------------------------------------------- | ------------------------ |
| Personenzug zwischen Fintona Town und Fintona Junction, um 1930 |                          |
| Spurweite:                                                      | 1600 mm (Irische Spur)   |
|                                                                 |                          |

Die Bahnstrecke Fintona Junction–Fintona (Town) war eine kurze Bahnstrecke im heutigen Nordirland. Ihr Alleinstellungsmerkmal war, dass sie im Personenverkehr als Pferdebahn betrieben wurde, während die Güterzüge von Dampflokomotiven gezogen wurden.

## Geschichte und Beschreibung

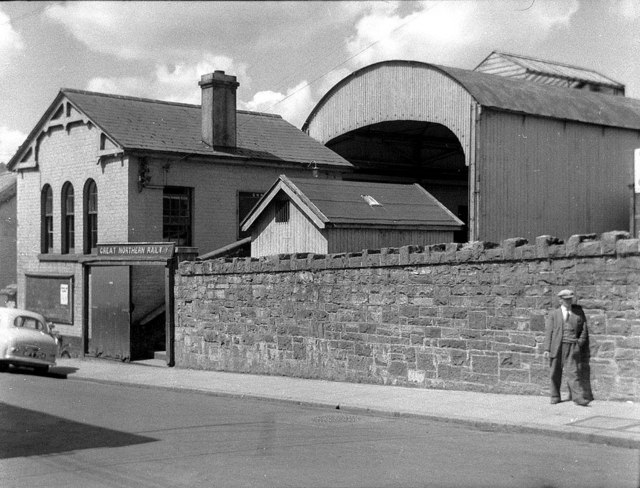
Endbahnhof Fintona (Town), 1957

Originale Wagen im Ulster Folk and Transport Museum

Die Strecke mit der Spurweite 1600 Millimeter wurde am 5. Juni 1853 von der Eisenbahngesellschaft Londonderry and Enniskillen Railway (L&ER) in Betrieb genommen. Sie bildete den Endabschnitt einer von Londonderry über Omagh nach Fintona führenden Hauptbahn. Deren südliche Verlängerung nach Enniskillen begann im zu diesem Zweck errichteten Bahnhof Fintona Junction. Damit wurde der Endabschnitt am 1. Mai 1856 zu einer untergeordneten Zweigstrecke.
Die beiden Endpunkte lagen etwa 1200 Meter voneinander entfernt. An der Abzweigstation existierte ein offener Keilbahnsteig, über den die Fahrgäste von einem Zug in den anderen umstiegen. An dessen südlichem Ende stand quer zu den Gleisen ein kleines gemauertes Bahnhofsgebäude. Im Endbahnhof waren der Hausbahnsteig am Empfangsgebäude und das zugehörige Gleis durch eine Halle mit Runddach in Holzbauweise geschützt.
Für den Personenverkehr wurden ein Pferd und ein Wagen angeschafft. Sämtliche Zugpferde der Bahn, egal welchen Geschlechts, trugen den Namen „Dick“. Der letzte, 1942 geborene „Dick“ verrichtete von 1945 bis zur Betriebseinstellung seinen Dienst. Bei Ausfall des regulären Zugpferds wurde vor Ort ein Kaltblutpferd angemietet. Neben dem Stellwerk von Fintona Junction gab es einen geschlossenen hölzernen Unterstand. Dort wurde das Zugpferd „geparkt“, um es vor Panik angesichts der Dampflokomotiven zu bewahren.
Der erste Personenwagen ähnelte einer Postkutsche, er wies ein Abteil erster Klasse und zwei Abteile zweiter Klasse auf. Da keine Brücke über die Strecke führte, wurden die Fahrgäste der dritten Klasse auf dem offenen Oberdeck befördert.
1883 wurde der Betrieb von der Great Northern Railway (Ireland) (GNR) übernommen. Der in jenem Jahr in Dienst gestellte neue Personenwagen war einem Straßenbahnwagen ähnlicher. Auch hier war das offene Oberdeck für die dritte Klasse bestimmt, für die Fahrgäste der beiden gehobenen Klassen existierte unten je ein Abteil. Pro Etage gab es für 24 Fahrgäste Sitzplätze, schweres Gepäck konnte in einem zusätzlichen Anhänger befördert werden. In den letzten Betriebsjahren war der Wagen, der Lackierung der Triebwagen der GNR entsprechend, blau mit cremefarbenem Fensterband.
Der Fahrplan richtete sich nach den Zügen, die auf der Hauptbahn verkehrten, und stellte entsprechende Anschlüsse her. In den 1950er Jahren verkehrten zwischen Fintona Town und Fintona Junction täglich elf Zugpaare. Am 17. Januar 1953 wurde der Personenwagen, nachdem das Pferd „durchgegangen“ war, beschädigt. Bis zum 2. April jenes Jahres mussten die Fahrgäste neben dem Zugpferd, das nur den Gepäckwagen zog, herlaufen.
Am 30. September 1957 verkehrte der letzte Zug auf der Strecke. Im Rahmen der „Great Closure“ wurden in jenem Jahr in Nordirland 541 Kilometer Eisenbahnstrecken stillgelegt. Der Wagen wurde an das Belfast Transport Museum abgegeben und befindet sich jetzt im Ulster Folk and Transport Museum in Cultra. Das letzte Pferd konnte nach einem Spendenaufruf vor dem Schlachthof bewahrt und an die Ulster Society for the Prevention of Cruelty to Animals (USPCA) übergeben werden. 